# Stadthaus (Coburg)

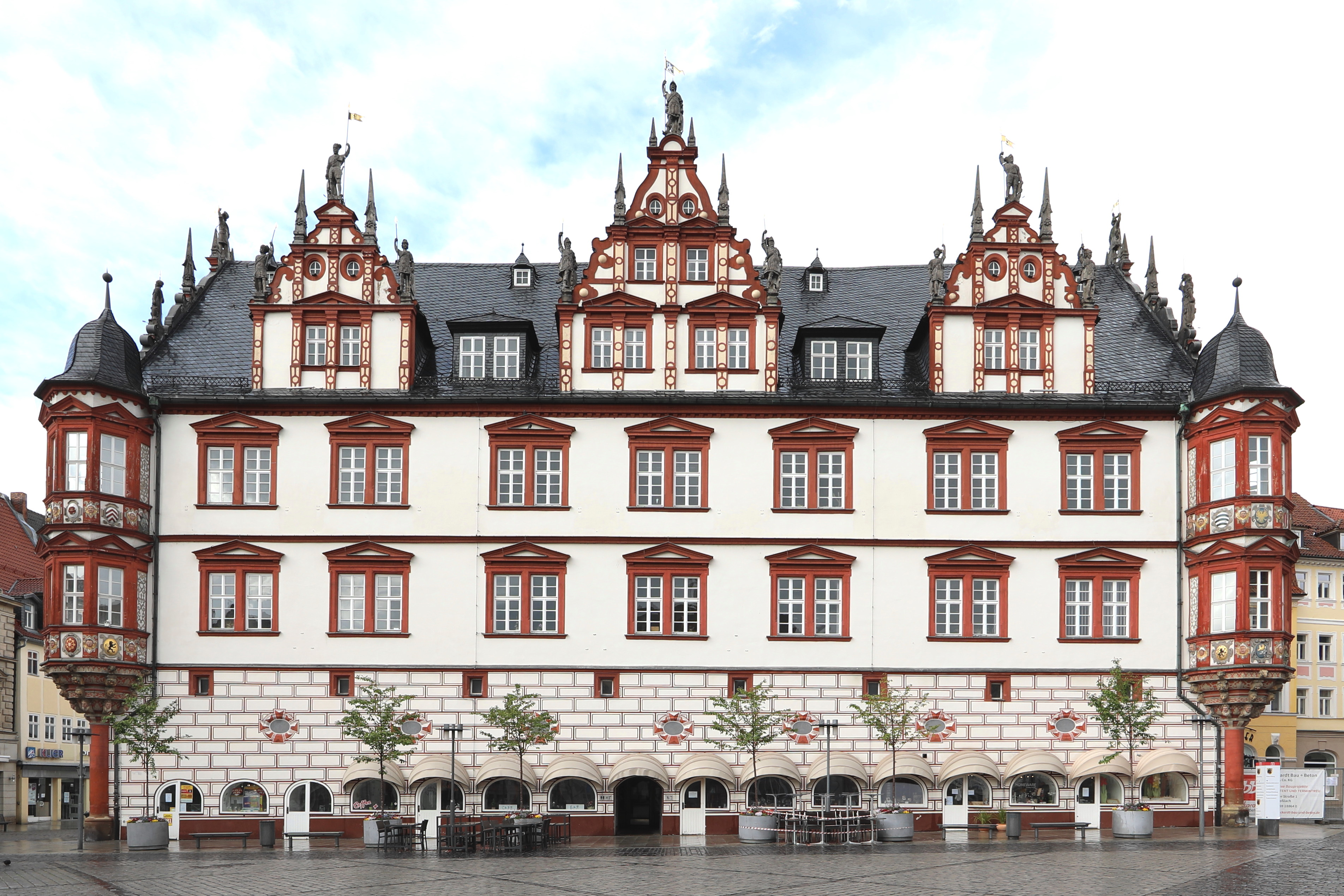
Stadthaus Coburg

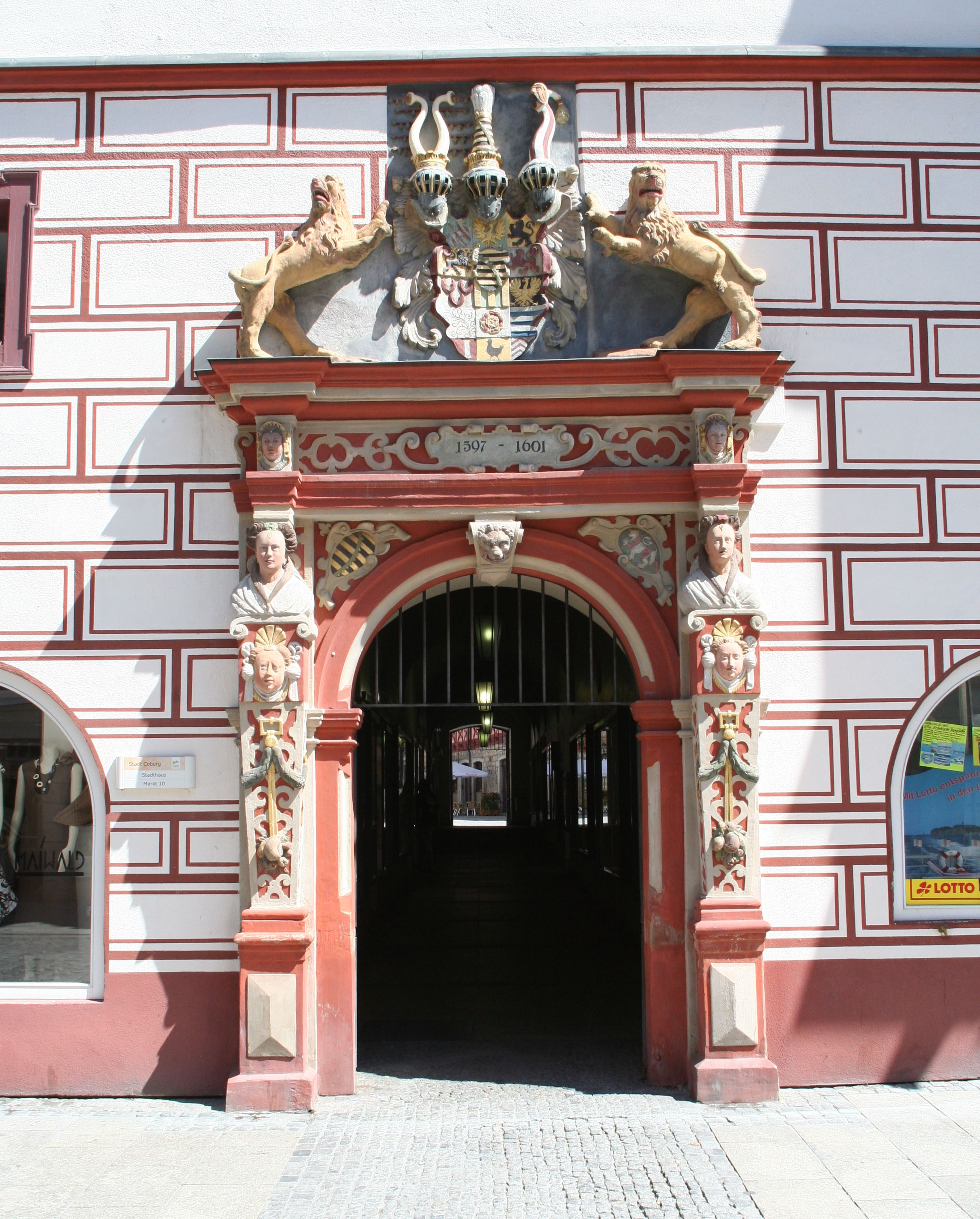
Eingangsportal Spitalgasse

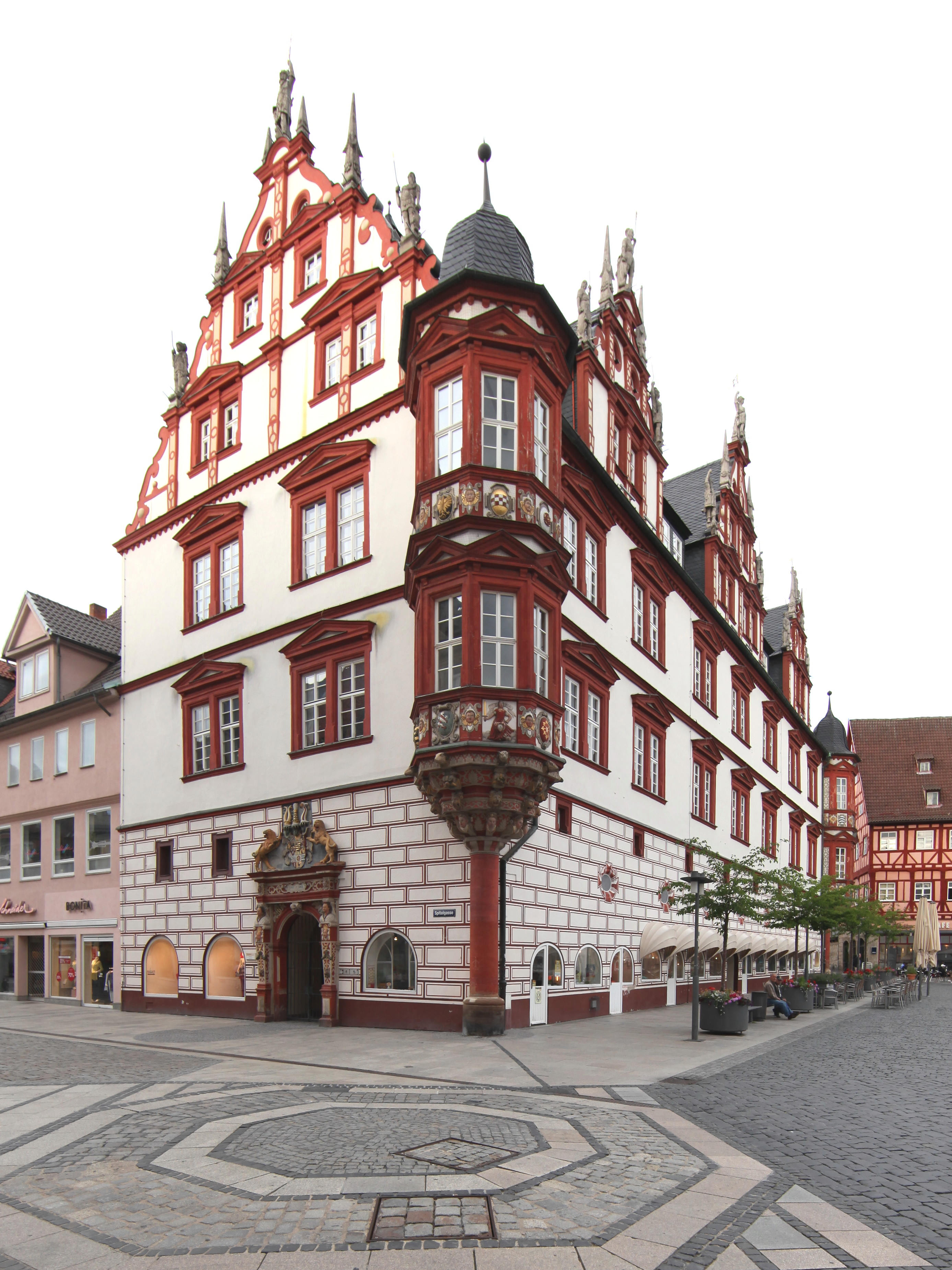
Erker Spitalgasse

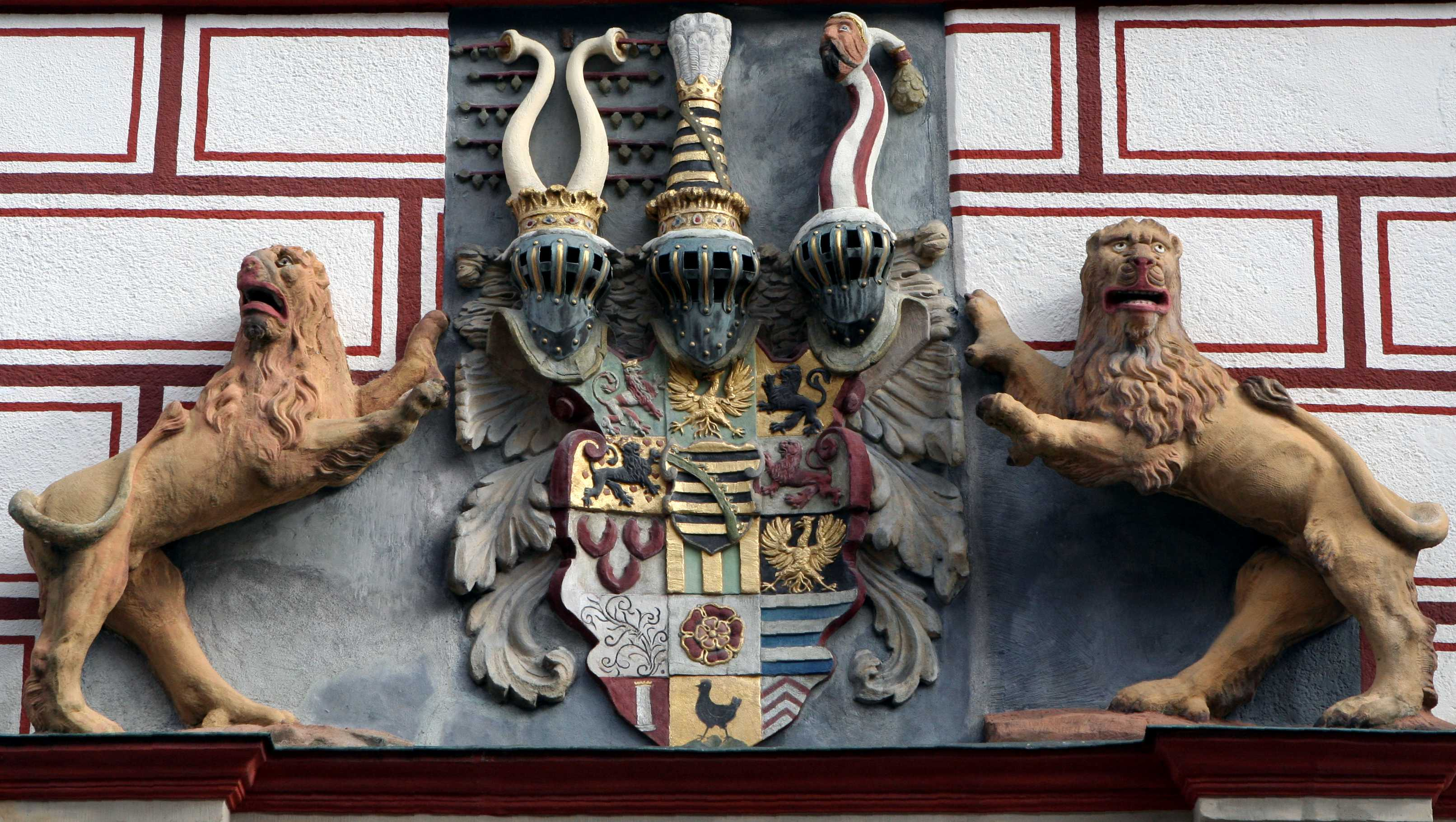
Wappen am Stadthaus

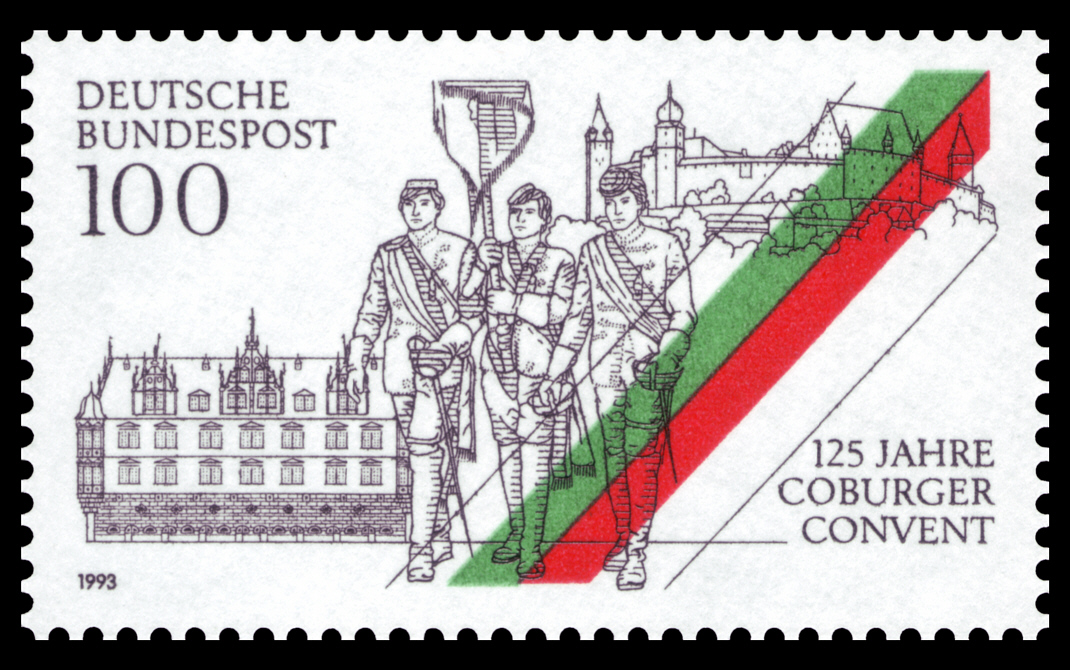
Das Stadthaus auf einer Briefmarke von 1993

Das Coburger Stadthaus, ehemals Kanzleigebäude, befindet sich im Zentrum Coburgs an der nördlichen Seite des Marktplatzes. Der 1597 bis 1601 errichtete Renaissancebau hat drei Geschosse mit zwei Eckerkern und ein Satteldach mit drei Zwerchhäusern.

## Bauwerk
Herzog Johann Casimir veranlasste anstelle der Alten Vogtei den Bau des repräsentativen Staats- und Verwaltungsbaus für die Landesregierung gegenüber dem Rathaus am Coburger Marktplatz. Das rechteckige Gebäude, damals doppelt so breit wie die beiden gegenüberliegenden Rathäuser, entstand unter der Leitung des Architekten und Malers Peter Sengelaub in den Jahren 1597 bis 1601. Der Bildhauer Nikolaus Bergner schuf den plastischen Schmuck. Die Baukosten sollen 15.000 Gulden betragen haben.
Die Fassade des hohen Erdgeschosses ist durch eine Reihe rundbogiger Läden, mittlere Okuli und darüber liegende kleine Fenster gegliedert. In der Gebäudemitte ist kein Portal, sondern nur ein einfacher Durchgang vorhanden. Eine Ladenpassage parallel zur Traufseite wurde 1957 angelegt und endet an der Spitalgasse in einem Segmentbogenportal mit dem von zwei Löwen gehaltenen älteren Wappen Johann Casimirs. Die Obergeschosse sind durch Gesimse oberhalb der dreieckigen Fensterverdachungen unterteilt. Die Fassade zum Marktplatz hat sieben Doppelachsen und drei Zwerchhäuser. Überlebensgroße steinerne Ritterfiguren stehen auf den Giebelecken und bilden den Abschluss.
Markant sind die zwei an den Gebäudeecken angeordneten zweigeschossigen polygonalen Coburger Erker. Sie stehen auf einer Dreiviertelrundsäule und einer Konsole aus fünf trichterförmig angeordneten Gesimsen mit Rankenwerk, Figurenschmuck und Wappenschilden. Die Brüstungen tragen am Erker Spitalgasse Wappen sowie Darstellungen der Tugenden Justitia (Gerechtigkeit), Spes (Hoffnung) und Fides (Glaube), Caritas (Liebe) am Erker Herrngasse. Welsche Hauben schließen die Erker oben ab.
Das Innere des Gebäudes wurde 1896 und 1957 völlig umgebaut. Nur die Sterngewölbe in den Erkern sind erhalten geblieben.

## Nutzung
In dem ehemaligen Kanzleigebäude waren die Verwaltung des Herzogtums mit den Landescollegien untergebracht. Ab 1858 hatte das Coburger Amtsgericht seinen Sitz in dem Bauwerk. Seit 1957 wird das Stadthaus als Verwaltungsgebäude der Stadt genutzt. Im Erdgeschoss befindet sich eine Ladenpassage.